# IBM AP-101
IBM AP-101은 미국 항공우주국에서 주로 사용하는 항공제어시스템이다. 일반적으로 우주비행선에 사용되지만 경우에 따라 B-52나 F-15같은 비행기에도 사용되고 있다. 초기 설계시에는 코어 메모리를 내장한 파이프라인 형태였다. 현재는 다수의 마이크로 프로세서로 구성되어 있다.
우주비행선에는 5개의 AP-101s가 범용목적을 위해서 사용되고 있다. (GPCs) 4개의 AP-101s는 구동을 위해서 사용되고 5번째 시스템은 백업을 목적으로 활용된다. 개발언어는 HAL/S을 이용해서 진행되고 있다.